# Centre de transfert technologique de la mode
Le Centre de transfert technologique de la mode (CTTM) est un centre collégial de transfert de technologie (CCTT) reconnu auprès du Collège LaSalle par le Ministère de l'Éducation, Enseignement supérieur et Recherche (MEESR) du Québec, en 1983. 
À titre de centre collégial de transfert de technologie, le CTTM s’est vu confier le mandat de contribuer au développement économique dans le secteur de l’industrie de la mode et de la fabrication du vêtement au Québec, par des activités de recherche appliquée, d'aide technique et d'information auprès des entreprises. 
Cette contribution au développement économique des industries de la mode et du vêtement s’exerce par l'élaboration et la réalisation de projets de recherche orientée vers la conception de nouveaux produits ou de nouveaux procédés de production, par de l'aide technique pour faciliter l'implantation de changements dans l'entreprise et par la formation sur mesure et la diffusion de l’information auprès des entreprises.

## Services offerts
Pour répondre aux diverses problématiques rencontrées par les entreprises, le CTTM offre différentes aides, telles que :
Assistance stratégique
- Accompagnement au démarrage d'entreprise
- Gestion intérimaire de crise

Accès aux procédés les plus novateurs
- Gestion de la chaîne de production
- Gestion des approvisionnements
- Gestion de la chaîne de valeur

Accès aux équipements spécialisés et aux technologies les plus avancées du Techno-Espace
- Assemblae ultrasonique
- Numérisateur corporel 3D
- Personnalisation de masse

Développement de produits
- Design, patron, gradation et placement de coupe
- Prototypage et devis technique
- Recherche et développement
- Vêtements intelligents

Commercialisation
Différents programmes d'aide financière disponibles

## Partenaires
Le ministère de l'Éducation, du Loisir et du Sport (MELS) ainsi que le ministère du développement économique, innovation et exportation (MDEIE) sont les principaux partenaires financiers du CTTM.